# Joan Nestle
Joan Nestle (12. svibnja 1940.) spisateljica je i urednica, osnivačica Lezbijskog povijesnog arhiva, otvorena lezbijka koja svoj rad na arhiviranju povijesti vidi kao kritičan za vlastiti identitet "žene, lezbijke i Židovke".

## Život
Otac Joan Nestle umro je prije nego što se ona rodila. Odgajala ju je majka, Regina Nestle, knjigovotkinja, kojoj pripisuje "vjerovanje u neosporno pravo žene da uživa u seksu". Pohađala je srednju školu Martin Van Buren u Queensu i stekla bakalaureat na Queens College 1963. godine. Sredinom 60-ih uključila se u Pokret za građanska prava, putujući u na Jug SAD-a da bi se pridružila maršu od Selma do Montgomeryja i sudjelovala u akcijama registriranja birača. Magistrirala je engleski jezik na Sveučilištu New York 1968. godine i radila na doktoratu dvije godine prije nego što se vratila predavati na Queens College.
Nestle je bio dio radničke, butch i femme barske kulture New Yorka kasnih 50-ih. Nakon pobune u Stonewallu 1969. godine, gej oslobođenje postaje žarište njezina aktivizma. Pridružila se Odboru za oslobođenje lezbijki 1971. godine i pomogla u osnivanju Akademskog Gej Saveza 1972. godine. Sljedeće godine, ona i druge članice Saveza počinju prikupljati i čuvati dokumente i artefakte vezane uz lezbijsku povijest. Ovaj projekt izrastao je u Lezbijsku povijesnu arhivu, no započeo je 1974. godine u smočnici stana koji je Nestle dijelila sa svojom tadašnjom partnericom Deborah Edel, a kasnije sa svojom obiteljskom čistačicom Mabel Hampton. Projekt se preselio u Park Slope u Brooklynu 1992. godine. Danas njezin fond obuhvaća više od 20.000 knjiga, 12.000 fotografija i 1.600 časopisa.
Nestle je počela pisati beletristiku 1978. godine, kada ju je dugotrajna bolest spriječila da predaje godinu dana. Njezina erotika usredotočena na butch i femme veze učinila ju je kontroverznom figurom tijekom feminističkih seksualnih ratova 80-ih. Aktivistkinje inicijative Žene protiv pornografije pozvale su na cenzuru njezinih priča. U svojim političkim spisima, Nestle, koja sebe identificira kao femme, tvrdila je da je suvremeni feminizam, odbacujući butch i femme identitete, tražio od nje da potisne važan dio sebe. Njezini spisi na tu temu bili su vrlo utjecajni; Lillian Faderman ju opisuje kao 'primalju' revidiranog pogleda na butch i femme odnos, a njezina antologija Uporna želja: Femme-Butch čitanka iz 1992. godine postala je poznato djelo iz ovog područja.
Povukla se s Queens Collegea 1995. godine zbog bolesti kolorektalnog karcinoma. Dijagnosticiran joj je rak dojke 2001. godine. Trenutno živi u Australiji sa svojom partnericom Dianne Otto, profesoricom Ljudskih prava na Sveučilištu Melbourne, i predaje na Sveučilištu Melbourne .
Život Joan Nestle bio je tema dokumentarca Joyce Warshowa iz 2002. godine naziva Ruka na pulsu, a pojavljuje se u dokumentarcu iz 1994. godine o lezbijskoj povijesti Ne samo u prolazu.
Nestle je dugogodišnja pokroviteljica australskog Gej i lezbijskog arhiva.

## Joan Nestle i lezbijke bivše Jugoslavije
Joan Nestle i njezina partnerica Dianne Otto bile su gošće na četvrtoj Lezbejskoj nedelji 2011. godine u organizaciji Labrisa, udruge za lezbijska ljudska prava iz Beograda na kojoj je prisustvovalo oko šezdeset lezbijskih aktivistkinja iz Srbije, Hrvatske, Bosne i Hercegovine, Crne Gore, Makedonije i Slovenije.